# Tông Gà
Tông Gà (danh pháp khoa học: Gallini) là một tông chim thuộc phân họ Trĩ (Phasianinae). Các loài thuộc tông này đều được tìm thấy tại cả châu Á và vùng nhiệt đới châu Phi.

## Phân loại
- Bambusicola
- Gallus - Gà rừng
- Peliperdix
- Ortygornis
- Francolinus
- Campocolinus
- Scleroptila